# Morcote
Morcote é uma comuna da Suíça, no Cantão Tessino, com cerca de 710 habitantes. Estende-se por uma área de 2,8 km², de densidade populacional de 254 hab/km². Confina com as seguintes comunas: Barbengo, Brusimpiano (IT-VA), Brusino Arsizio, Carona, Porto Ceresio (IT-VA), Vico Morcote. 
A língua oficial nesta comuna é o Italiano.
Morcote, uma pequena localidade do cantão Tessino, foi eleita em 2016 por votação popular a aldeia mais bela da Suíça. Situada nas margens do lago, oferece sabor italiano nos seus numerosos 'grottos' (restaurantes tradicionais) e uma eterna primavera. Pode-se chegar de barco a partir de Lugano.

## Património
- Castelo
- Igreja de Santa Maria do Sasso